# Kénédougou (Provinz)
Kénédougou ist eine Provinz in der Region Hauts-Bassins im westafrikanischen Staat Burkina Faso mit 358.150 Einwohnern auf 8139 km².
Die Provinz besteht aus den Departements Morolaba, Kayan, N’Dorola, Kourouma, Samorogouan, Banzon, Djiguèra, Orodara, Koloko, Samogohiri und Kourinion Hauptstadt ist Orodara.
Kénédougou gehörte vor der Kolonialzeit zu dem Königreich Kenedugu.